# جورجيت الحداد
الدكتورة جورجيت الحداد، سياسية لبنانية من بلدة عين حرشا راشيا الوادي في البقاع.  شغلت مناصب عديدة منها مستشارة جامعة الدول العربية ومسؤولة تأهيل السجون اللبنانية ومؤسِّسة ورئيسة مؤسسة التأهيل، مسؤولة ملف العسكرين المحررين. ترشحت للانتخابات النيابية عن مقعد الروم الأرثوذكس لدائرة البقاع الغربي وراشيا عام 2013 وعام 2014 لكن تم تأجيلها. الدكتورة حداد أستاذة في عدد من جامعات لبنان وقد شاركت في العديد من المؤتمرات المحلية والدولية.